# Xylotrechus carinicollis
Xylotrechus carinicollis là một loài bọ cánh cứng trong họ Cerambycidae.